# Aparecida Esporte Clube
O Aparecida Esporte Clube é um clube brasileiro de futebol da cidade de Aparecida, no estado de São Paulo. Foi fundado em 31 de janeiro de 1965, e suas cores são azul claro e branco.[carece de fontes?] Está licenciado da Federação Paulista de Futebol desde 1996, e atualmente só disputa futebol amador.

## Comendador de Paula Penido
Com capacidade para 5 mil pessoas, já chamado de "17 de Dezembro" e apelidado de "Penidão", foi palco de todas as partidas do clube, inclusive com um amistoso contra o São Paulo, em 16 de junho de 1984.[carece de fontes?] O estádio tem a peculiaridade, de ter ao fundo o Santuário Nacional de Aparecida.

## História
Em 1955, surgia o Esporte Clube Aparecida, que disputou o Campeonato Paulista de Futebol a partir de 1956 e encerrou sua participação em 1959, na divisão de acesso, ou Segunda Divisão (atual A2). Atualmente é um clube extinto, e na época veio a ceder seu lugar ao Aparecida Esporte Clube, que o ocupou seis anos após.
O AEC iniciou sua jornada pela Quarta Divisão (atual Série B), subindo para a Terceira Divisão (atual A3), em 1967. Sua permanência na disputa dos campeonatos profissionais é instável e permanece assim até 1981, quando se firma. Em 1982, subiu para a Segunda Divisão e permaneceu até 1987, caindo para a divisão inferior em 1988.
Ainda tentou por mais duas vezes, em 1995 e 1996, sem sucesso, não mais retornando. No total, o clube teve 15 participações no futebol profissional. Márcio Heleno foi o principal jogador da curta história do Aparecida Esporte Clube.

## Participação na Copa Vale 1996
Em 1996, o Aparecida, em seu último ano figurando no profissional, fez uma campanha que o deixou na final da competição contra o São José. Em dois jogos eletrizantes, o Furacão do Vale, saiu com o vice campeonato do torneio, após derrota por 1 - 3, em casa, e derrota por 2 - 0, jogando fora. Sendo este o último jogo de sua história marcante para a cidade e futebol do Vale do Paraíba.
Entraram em campo pelo AEC, naquela partida, Altair; Nelson, Ânderson, Marcelo e Kubas; Moisés (Vítor), Said e Romero; Zé Carlos (Adriano), Paloma e Jaílton (Manó). Técnico – Arnaldo Madureira.

## Fim das atividades
Em 1996, após insucesso na extinta quinta divisão, o clube que vivia de torcedores e prefeitura, teve suas atividades encerradas, por falta de apoio e troca de gestão na cidade.

## Participações em estaduais
Segunda Divisão (atual A2) — 6 (seis)
- 1982, 1983, 1984, 1985, 1986, 1987

Terceira Divisão (atual A3) — 6 (seis)
- 1967, 1969, 1971, 1980, 1981,  1988

Quarta Divisão (atual Série B) — 1 (uma)
- 1965

Quinta Divisão (extinta) — 2 (duas)
- 1995, 1996